# ストシェルツェ・オポルスキエ
ストシェルツェ・オポルスキエ（Strzelce Opolskie [ˈstʂɛlt͡sɛ ɔˈpɔlskʲɛ] ( 音声ファイル) (シレジア語: Wielge Strzelce)）は、ポーランドオポーレ県に位置する都市。かつてはプロイセン王国の一部であったため、今日でもドイツ系ポーランド人の割合が高い。プロイセン王国当時はグロース・シュトレーリッツ（ドイツ語: Groß Strehlitz）と呼ばれていた。

## 著名な出身者
- ヘルマン・ビックス - 陸軍軍人
- ヨハネス・ブンツェク - 空軍軍人
- ヘルムート・フェルスター - 空軍軍人
- ハインツ・ココット - 陸軍軍人
- エーリッヒ・メンデ - 政治家
- グスタフ・マイヤー（英語版） - 言語学者

## 姉妹都市
- リトアニア・ドルスキニンカイ [2]
- ドイツ・ゾースト
- アメリカ・バンデラ [3]

## ギャラリー

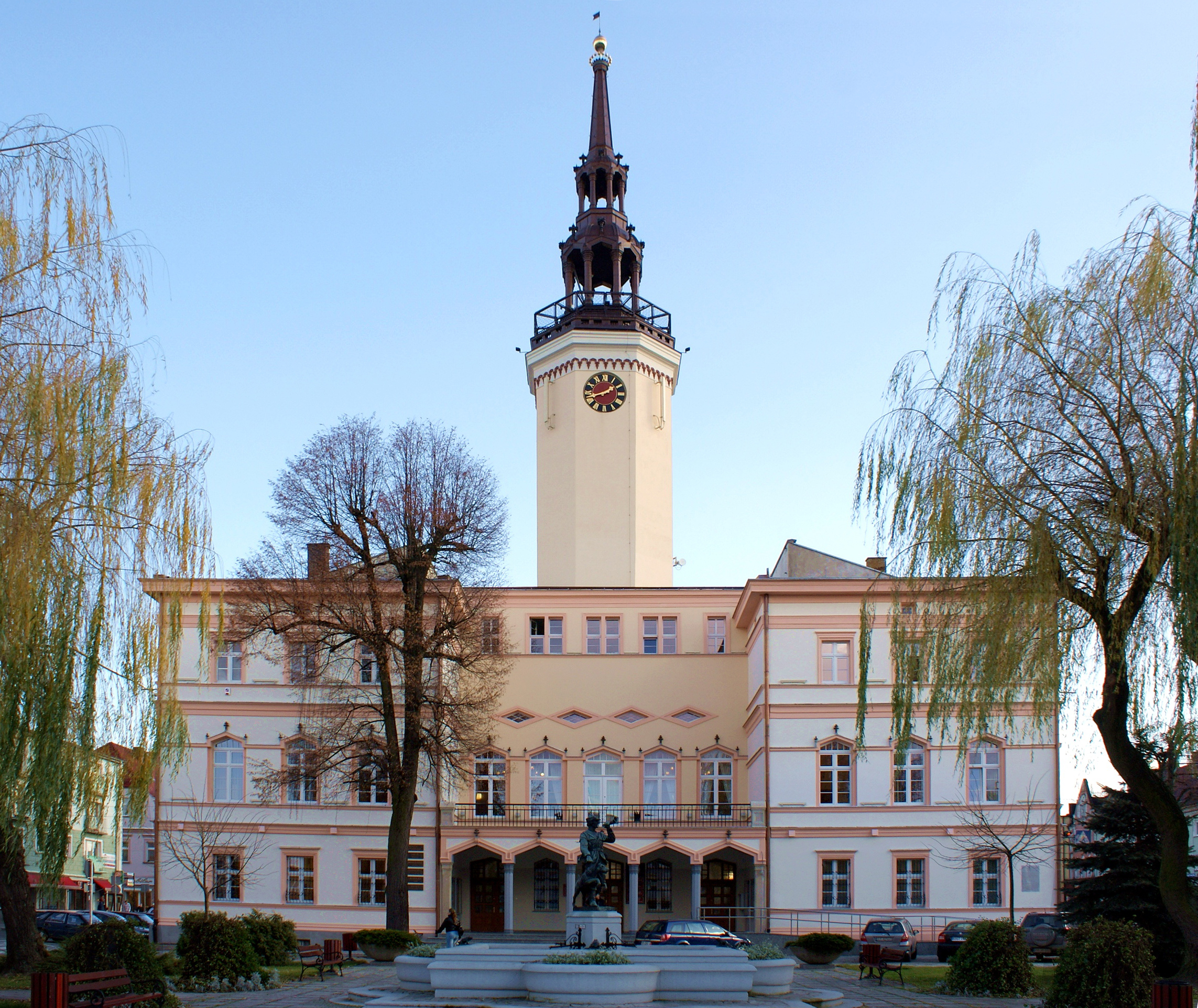
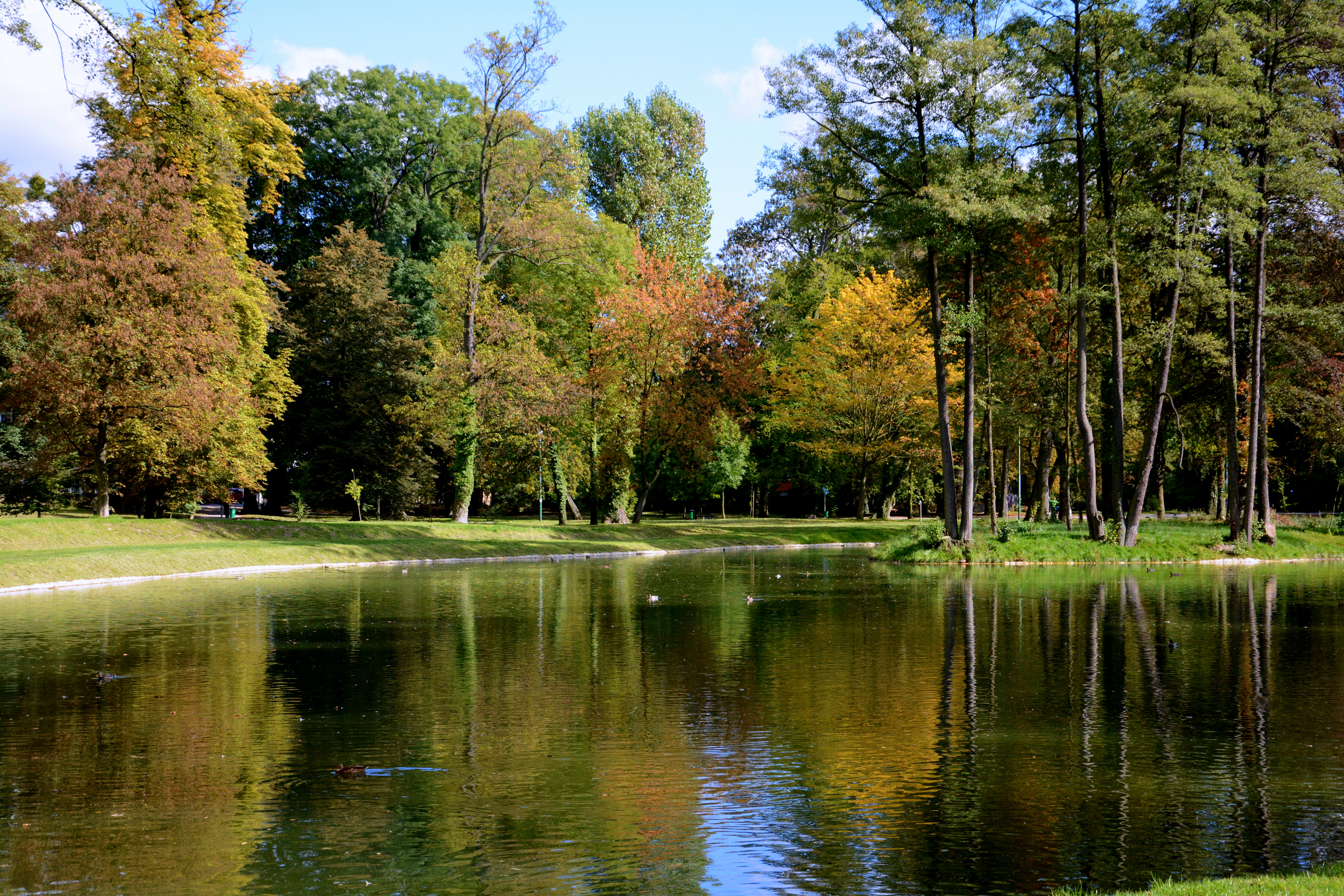
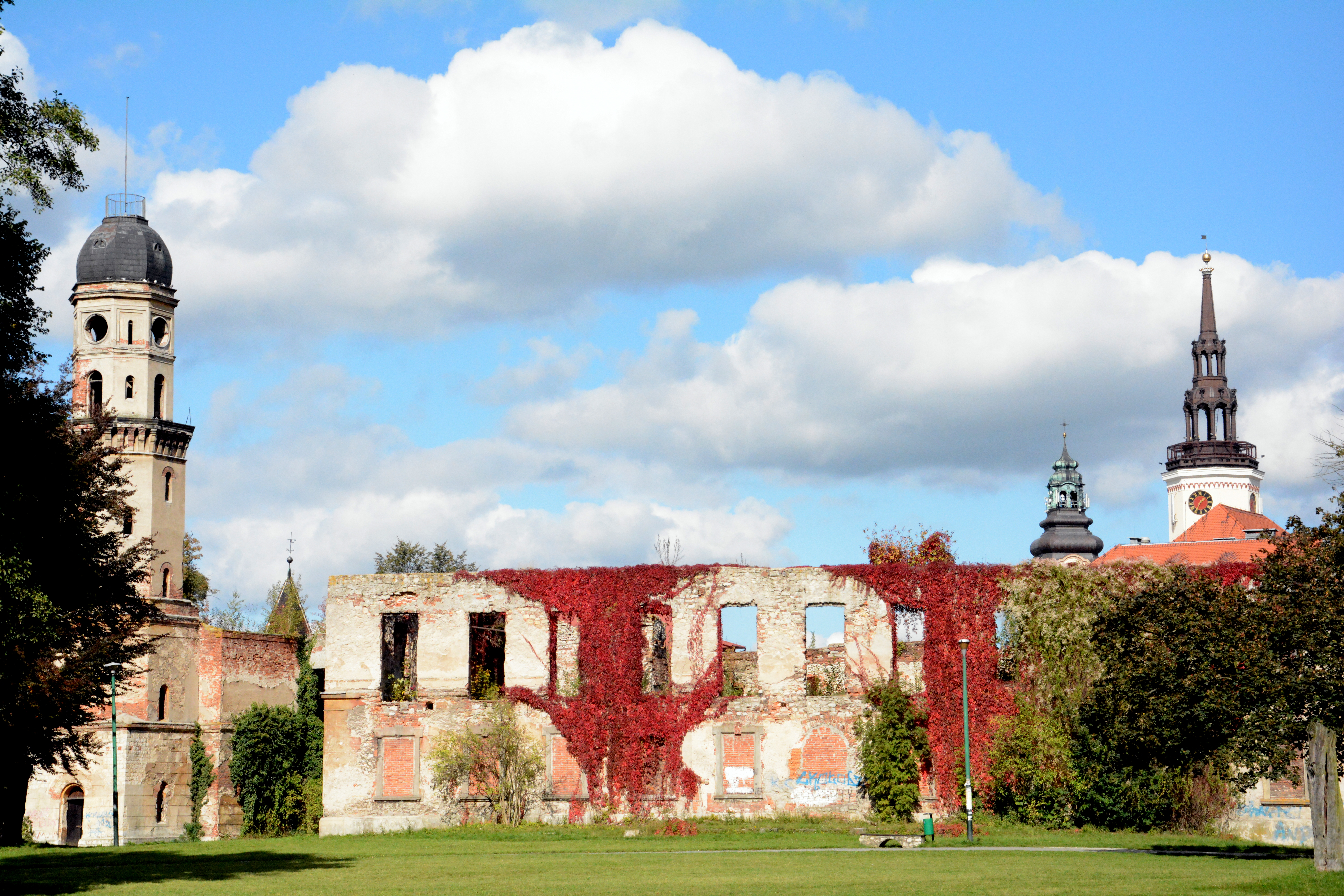
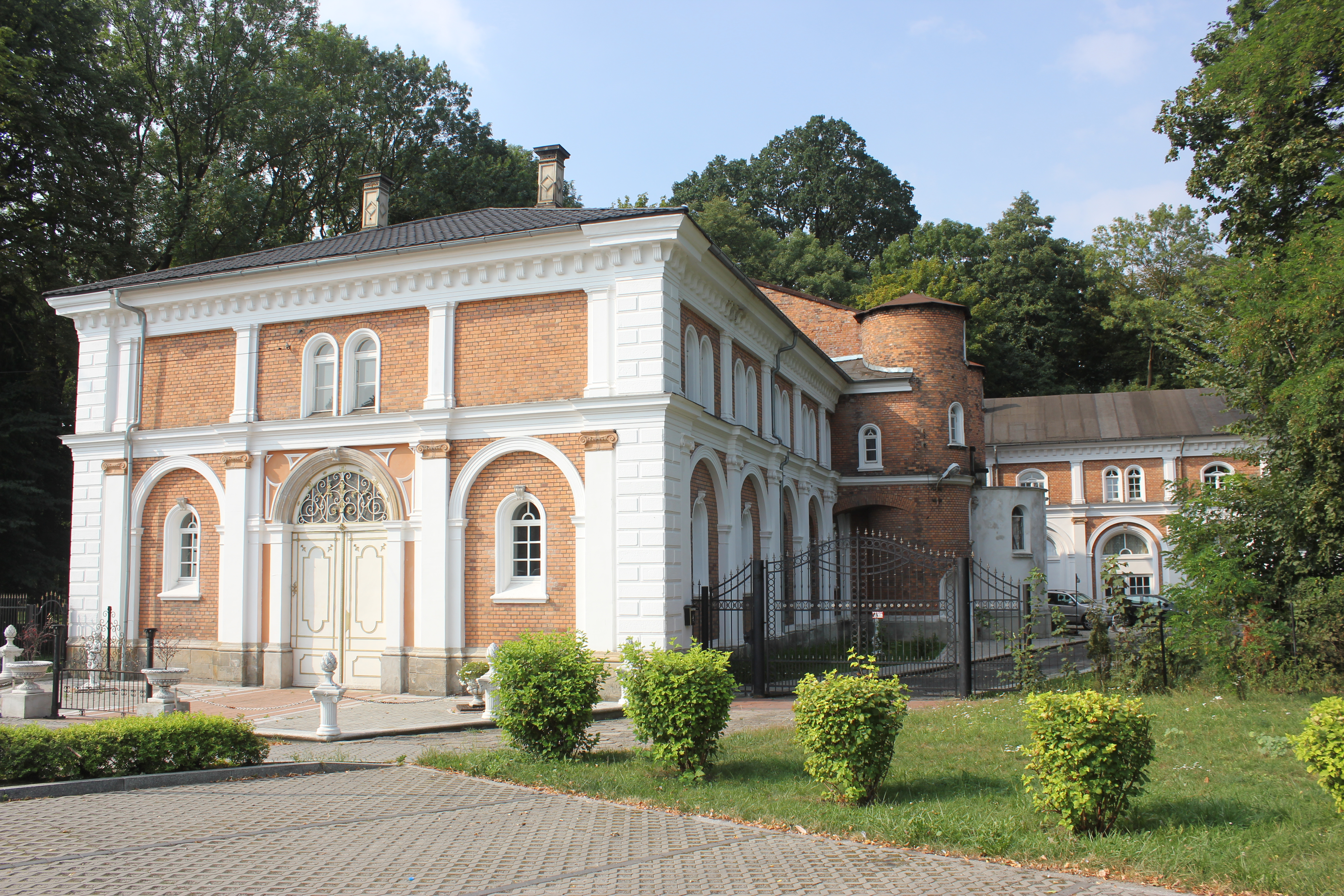
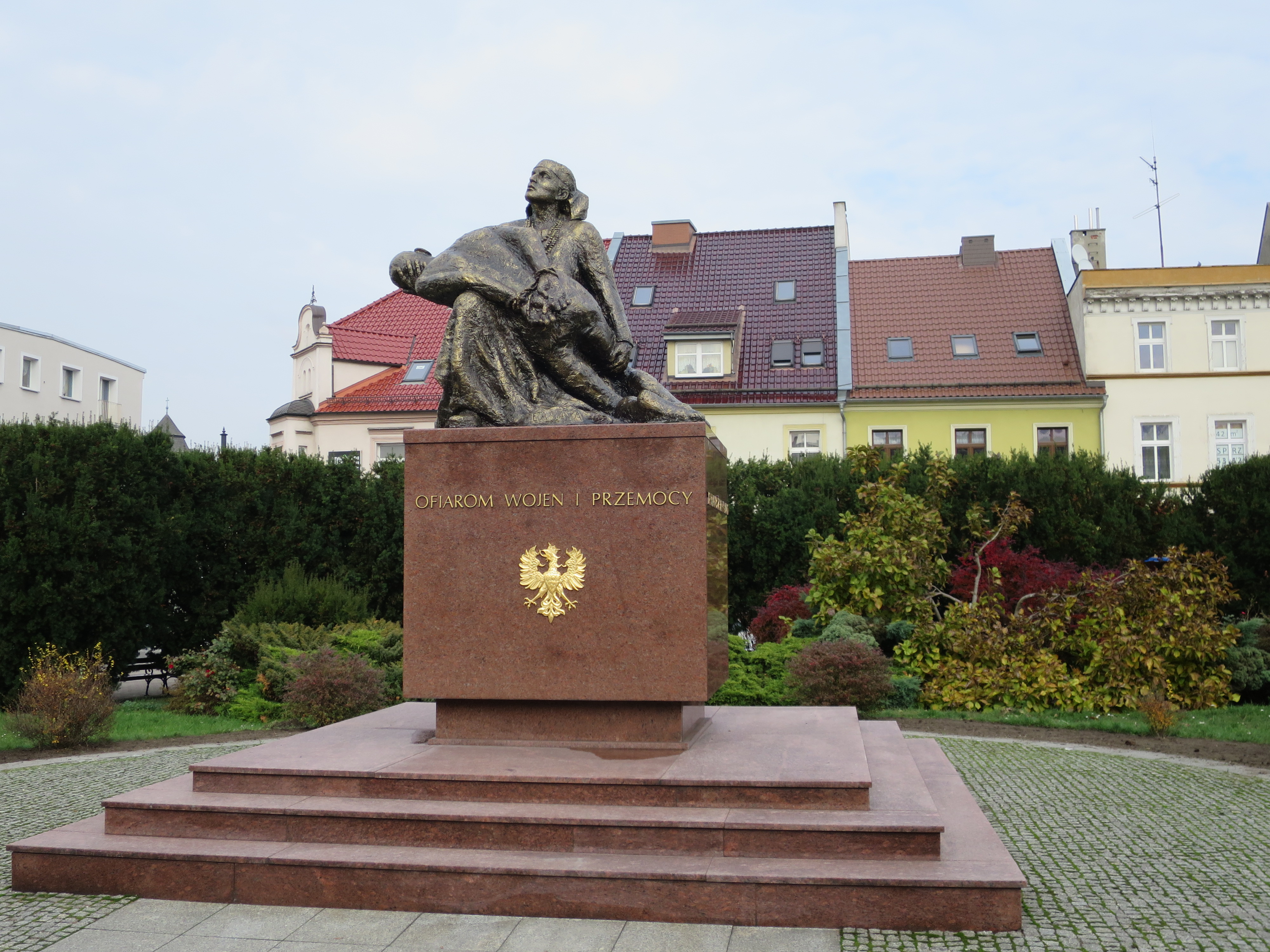